# Tougo
Tougo ist sowohl eine Gemeinde (französisch commune rurale) als auch ein dasselbe Gebiet umfassendes Departement im westafrikanischen Staat Burkina Faso, in der Region Nord und der Provinz Zondoma. Die Gemeinde hat 30.970 Einwohner.